# 阿拉斯加蝌蚪獅子魚
阿拉斯加蝌蚪獅子魚，為輻鰭魚綱鮋形目杜父魚亞目獅子魚科的其中一種，分布於東北太平洋烏納拉斯卡島海域，棲息深度可達860公尺，為深海底棲性魚類，屬肉食性，生活習性不明。